# Канежан
Канежан (фр. Canéjan) насеље је и општина у југозападној Француској у региону Аквитанија, у департману Жиронда која припада префектури Бордо.
По подацима из 2011. године у општини је живело 5157 становника, а густина насељености је износила 429,75 становника/km². Општина се простире на површини од 12 km². Налази се на средњој надморској висини од 40 метара (максималној 56 m, а минималној 23 m).

## Демографија
| 1962. | 1968. | 1975. | 1982. | 1990. | 1999. | 2011. |
| ----- | ----- | ----- | ----- | ----- | ----- | ----- |
| 510   | 594   | 3.257 | 3.380 | 4.976 | 5.114 | 5.157 |

График промене броја становника у току последњих година